# 濱岸護胸鯰
濱岸護胸鯰，為輻鰭魚綱鯰形目美鯰科的其中一種，為亞熱帶淡水魚，分布於南美洲阿根廷布宜諾斯艾利斯北部安地斯山脈淡水流域，體長可達24公分，棲息在沼澤底層水域，雨季時以搖蚊幼蟲及動物碎屑為食，乾季時以陸生昆蟲、甲殼類為食，可做為食用魚、養殖魚及觀賞魚。

## 扩展阅读
- 濱岸護胸鯰的图片 （页面存档备份，存于）